# جورج مالبرونو
جورج مالبرونو (2 أبريل 1962 -) صحفي فرنسي متخصص في شؤون الشرق الأوسط والقضية الفلسطينية. مراسل كبير في لوفيجارو ، احتجزهُ الجيش الإسلامي في العراق رهينةً لعدة أشهر.

## سيرته

### الدراسة
في عام 1986، تخرج جورج مالبرونو من المعهد العملي للصحافة (IPJ).

### المهنة
اقترب من المهنة بكتابة مقالات لصحيفة La Croix في خدمة "السياسة الداخلية". ".
زار إسرائيل لأول مرة في عام 1987 خلال الانتفاضة الأولى.
منذ عام 1994، وهو العام الذي اتفاقات أوسلو، انتقل إلى منطقة الشرق الأوسط ولمدة 20 عاما ظلّ يسافر في أرجاء المنطقة مراسلاً لوكالة فرانس برس، ولصحف فرنسية مثل لوفيجارو لا كروا، كويست، فرنسا ، فضلا عن أوروبا 1 و RTL .
في عام 2003، بعد احتلال العراق والإطاحة بصدام حسين، انتقل إلى بغداد في العراق.
في 20 أبريل سنة 2004 اختطف الجيش الإسلامي في العراق كلاً من جورج مالبرونو، وزميله كريستيان شينو، والمساعد السوري محمد الجندي، أثناء محاولتهم الوصول إلى النجف. وطالب خاطفوهم رسميا بإلغاء القانون الفرنسي الخاص بالرموز الدينية في المدارس العامة. وفي 21 ديسممبر سنة 2004 بعد أربعة أشهر، أُطلقَ سراح الصحفيين الفرنسيين. وفقًا لمقال LCI ذا تايمز، كانت فرنسا ستدفع 15 مليون دولار (أو 11.8 مليون يورو) للإفراج عنهم.

## أعمال
بعد تحقيق سريع، نشر جورج مالبرونو مقالات تنسب وفاة الصحفي جيل جاكير إلى المعارضة السورية. هذا التحقيق طعن فيه الزملاء ورفيقه جيل جاكير، المتواجد في الموقع، إذ أكّدوا أنها جريمة نظمتها الحكومة السورية، وهي أطروحة مدعومة فيما بعد بشهادات ووثائق جديدة، ,.

## إدانة
في ديسمبر 2018، أدانت محكمة جنايات باريس جورج مالبرونو وكريستيان شينو بالتشهير، لاتهامهم في كتابهم أعز أمرائنا السناتور ناتالي جوليه بتلقي أموال من قطر.

## المنشورات

### منفرداً
- 2002 من الحجارة إلى البنادق: أسرار الانتفاضة ، تح. فلاماريون (notice إشعار BnF n o FRBNF38848309)
- 2009 العراق الجديد: بلد بلا دولة (مجموعة مقالات للمؤلف، مقدمة بقلم فيليب روندوت)، محرر. البجعة(ردمك 978-2-84924-111-0) (notice BnF n o FRBNF41463509)

### مشاركاً
- 2003 عراق صدام حسين: صورة كاملة (شارك في تأليفه كريستيان Chesnot)، أد. 1(ردمك 2-84612-108-7) (notice إشعار BnF n o FRBNF38945463)
- 2003 سنوات صدام: اكتشافات حصرية (المؤلف سامان عبد المجيد بالتعاون مع كريستيان شينو وجورج مالبرونو)، أد. فايارد(ردمك 2-213-61751-1) (notice إشعار BnF n o FRBNF39086606)
- 2005 ذكريات الرهائن: تحقيقنا المضاد (شارك في تأليفه كريستيان شيسنو)
  - الطبعة الأولى: ed. كالمان ليفي(ردمك 2-7021-3597-8) (notice إشعار BnF n o FRBNF39969320)
  - أعد إصداره في شكل الجيب: ed. قرأت (ردمك 2-290-35005-2) أو (ردمك 978-2-290-35005-8) (notice BnF n o FRBNF40087621)
- 2008 ثوار 2008 لا يموتون أبدا: محادثات مع جورج مالبرونو (المؤلف جورج حبش)، أد. فايارد، كول. «شهادات من أجل التاريخ»(ردمك 978-2-213-63091-5) (notice BnF n o FRBNF41193777)
- 2010 في ظل بن لادن: آيات لحارسه التائب (المؤلف ناصر البحري)، تح. ميشيل لافون (ردمك 978-2-7499-1197-7) (notice BnF n o FRBNF42187134)
- 2013 قطر، أسرار الخزنة (شارك في تأليفه كريستيان شينو)، محرر. ميشيل لافون.
- Avec Christian Chesnot (Oct 2016). Nos très chers émirs (بالفرنسية). Lafon. ISBN:978-2-7499-2487-8. يناير 2017 : جائزة أخلاقية من جمعية أنتيكور.[16]

## مذكرات ومراجع
1. ↑  "Les deux ex-otages français d'Irak sont arrivés en France". Le Monde (بالفرنسية). Archived from the original on 2021-01-16.
2. ↑  "Perpétuité pour des ravisseurs de Malbrunot et Chesnot". Le Figaro. 22 Septembre 2010. مؤرشف من الأصل في 17 يوليو 2020. {{استشهاد ويب}}: تحقق من التاريخ في: |تاريخ= (مساعدة)
3. ↑  « Georges Malbrunot : biographie », Over-blog. نسخة محفوظة 25 يناير 2021 على موقع واي باك مشين.
4. ↑  « Otages français en Irak, la version de Mohammed Al-Joundi », RFI, 29. نسخة محفوظة 24 أغسطس 2018 على موقع واي باك مشين.
5. ↑  « Paris, Rome, Berlin auraient payé une rançon pour leurs otages », LCI.TF1, 22. نسخة محفوظة 21 سبتمبر 2018 على موقع واي باك مشين.
6. ↑  "Syrie : le rapport de mission de la Ligue arabe". Le Figaro (بfr-FR). 9 Feb 2012. Archived from the original on 2021-04-10. Retrieved 2018-10-18.{{استشهاد بدورية محكمة}}:  صيانة الاستشهاد: لغة غير مدعومة (link).
7. ↑  "Jacquier : l'enquête française pointe les rebelles syriens". Le Figaro (بfr-FR). 17 Jul 2012. Archived from the original on 2021-01-26. Retrieved 2018-10-18.{{استشهاد بدورية محكمة}}:  صيانة الاستشهاد: لغة غير مدعومة (link).
8. ↑  "Les zones d'ombre autour de la mort de Gilles Jacquier". LExpress.fr (بالفرنسية). 13 Jan 2012. Archived from the original on 2020-10-27. Retrieved 2018-10-18..
9. ↑  Caroline Poiron (2013). Attentat express. Qui a tué Gilles Jacquier ? (بالفرنسية). Seuil. p. 300. ISBN:978-2-02-111376-1..
10. ↑  "Caroline Poiron, co-auteur de "Attentat Express : qui a tué Gilles Jacquier ?"". France 24 (بfr-FR). 17 Jun 2013. Archived from the original on 2020-08-11. Retrieved 2018-10-18.{{استشهاد بدورية محكمة}}:  صيانة الاستشهاد: لغة غير مدعومة (link).
11. ↑  "Le régime syrien mis en cause dans la mort des journalistes Marie Colvin, Rémi Ochlik et Gilles Jacquier". Le Monde.fr (بfr-FR). 9 avril 2018. Archived from the original on 2019-12-19. Retrieved 2018-10-18. {{استشهاد بدورية محكمة}}: تحقق من التاريخ في: |تاريخ= (help)صيانة الاستشهاد: لغة غير مدعومة (link).
12. ↑  Dwyer, Johnny; Gallagher, Ryan (9 Apr 2018). "Target: Journalist: How the Assad Regime Tracked and Killed Marie Colvin for Reporting on War Crimes in Syria". The Intercept (بالإنجليزية الأمريكية). Archived from the original on 2021-01-09. Retrieved 2018-10-18..
13. ↑  "Une sénatrice fait condamner le livre "Nos très chers émirs" en diffamation". Europe 1 avec AFP. 20 septembre 2018. مؤرشف من الأصل في 2020-11-12. {{استشهاد ويب}}: تحقق من التاريخ في: |تاريخ= (مساعدة).
14. ↑  Yasmine Mousset, Orne. Diffamation : la sénatrice Goulet fait condamner deux auteurs, Ouest-France, 20 septembre 2018. نسخة محفوظة 26 أبريل 2019 على موقع واي باك مشين.
15. ↑  Eric Mas, Orne : Nathalie Goulet obtient la condamnation de deux journalistes Tendance Ouest, 20 septembre 2018. نسخة محفوظة 1 يوليو 2019 على موقع واي باك مشين.
16. ↑  Anticor (29 janvier 2017). "La cérémonie 2017 des prix éthiques et des casseroles". le site de l'association Anticor. مؤرشف من الأصل في 2021-03-10. اطلع عليه بتاريخ 2017-01-31. {{استشهاد ويب}}: تحقق من التاريخ في: |تاريخ= (مساعدة).

## وصلات خارجية
- من بغداد إلى القدس: L'Orient indiscret " ، مدونة جورج مالبرونو